# Jerzy Makula
Jerzy Makula, né 29 septembre 1952 à Ruda Śląska est un Polonais champion de voltige aérienne en planeur.
Il a été champion du monde de voltige en planeur sept fois (1985, 1987, 1989, 1991, 1993, 1999 et 2011),.
En 2003, il a reçu le Brevet "Paul Tissandier" de la Fédération aéronautique internationale (FAI). En 2005 il a reçu la Médaille du Centenair de la FAI.
Il est actuellement l'instructeur en chef du programme "Dreamliner" de la LOT